# Dubravko Stipanček
Dubravko Stipanček, (Zagreb, 17. siječnja 1965.) hrvatski je fotograf i planinar.
Živi i radi u Vrbovcu.
Osnovnu i srednju školu završio je u Vrbovcu. Zaposlen je u Šumariji Vrbovec. 
Kao fotograf dugi niz godina vrijedno zabilježava vrbovečke vedute i pejzaže za povijest Vrbovca.
Sudionik je izložbe fotografija "Šuma okom šumara" u Bjelovaru, te izložbe fotografija pod pokroviteljstvom HPD Mosor u Foto klubu Split. 
U Narodnoj knjižnici Vrbovec, križevačkoj Gradskoj knjižnici Franjo Marinković, 
kao i zagrebačkoj knjižnici Knežija samostalno je izlagao fotografije s putovanja i planinarenja po Himalaji i Andama, te izložbe fotografija planinskog cvijeća.
Fotografije Vrbovca izlagao je i na tradicionalnoj 30. kulinarsko-turističkoj manifestaciji Kaj su jeli naši stari? u Vrbovcu, doprinjevši time foto zabilješku Vrbovca za budućnost.

## Vanjske poveznice
- Galerija Fotografija[neaktivna poveznica]